# Mancunium
Mancunium, più comunemente nota come Mamucium, è stata una fortezza militare situata nella provincia romana di Britannia. Le rovine del forte sono protette dalle leggi britanniche sui monumenti di interesse storico (Scheduled Ancient Monument) e si trovano nella regione 'Nord Ovest dell'Inghilterra' all'interno del quartiere di Castlefield a Manchester. Fondata nel 79 d.C., Mamucium era presidiata da una coorte di soldati ausiliari che sorvegliava la strada che unisce Chester a York. Inoltre un vicus, insediamento civile composto da commercianti e dalle famiglie dei soldati, era nato all'esterno del forte e divenne un'area di attività industriale.
Il sito era ridotto in rovina fino al periodo della rivoluzione industriale. Durante il quale Manchester ebbe una forte espansione urbanistica, per cui il forte fu livellato per far posto a nuove costruzioni. Fu gravemente danneggiato a causa della costruzione del Canale di Rochdale e della ferrovia Great Northern Railway. Il sito, attualmente, fa parte dell'area recuperata dei depositi lungo il canale di Rochdale, che fa parte del parco 'Castlefield Urban Heritage Park'. Alcuni resti ristrutturati del corpo di guardia del forte, i granai ed alcuni edifici del vicus sono visibili al pubblico.

## Posizione
Il forte romano fu costruito a Castlefield a guardia di un passaggio nelle vicinanza del fiume Medlock su di una difesa naturale costituita da un promontorio in pietra arenaria. Il forte era situato nei pressi di un incrocio tra almeno due strade romane. Sorvegliava la strada tra le fortezze legionarie di Deva Victrix (l'attuale Chester) ed Eboracum (l'attuale York) in direzione da est verso ovest, così come la strada tra Manchester e Bremetennacum (l'attuale Ribchester) verso nord. Inoltre, 'Mamucium' potrebbe anche aver trascurato una strada minore in direzione nord-ovest verso Coccium (l'attuale Wigan). Il forte fa parte di una serie di fortificazioni lungo la strada che va da 'Eboracum' a 'Deva Victrix', insieme al forte di Castleshaw che si trova 16 miglia (26 km) ad est ed a forte di Condate (l'attuale Northwich) a 18 miglia (29 km) ad ovest. Timbri su tegulae indicano che 'Mamucium' aveva legami amministrativi non solo con Castleshaw, il forte più vicino, ma anche con i forti a quelli a Slack e Ebchester; tutti i forti, probabilmente, si procurarono le tegulae dallo stesso luogo nella 'foresta di Grimescar' vicino a Huddersfield.
La zona intorno al forte è cambiata notevolmente nei secoli seguenti, i resti sono ora circondati da mulini costruiti durante la Rivoluzione Industriale e sono stati ulteriormente danneggiati dalla successiva urbanizzazione di Manchester. Castlefield si trova ora nell'angolo sud-ovest del centro di Manchester e l'angolo meridionale del forte è tagliato dal Canale di Rochdale. La strada statale Deansgate, che si è sviluppata in una via molto trafficata, passa vicino ad est del forte e segue la linea generale della strada romana verso Ribchester e Castlefield.

## Storia
Sebbene non vi sia alcuna prova di un insediamento preistorico, vi sono prove di attività nella zona. Sono stati scoperti un raschietto risalente al Neolitico, due selci ed una lama di selce risalenti al Mesolitico, così come una frammento di ceramica tarda Età del bronzo. Tuttavia questi non furono ritrovati in situ. Anche se la zona era nel territorio della tribù celtica dei Briganti prima dell'arrivo dei Romani, l'area potrebbe essere stata sotto il controllo del Setantii, una sotto-tribù dei Briganti. Il forte fu costruito intorno al 79 d.C. come parte delle fortificazioni erette da Gneo Giulio Agricola durante le sue campagne contro i Briganti, dopo che il trattato con la tribù celtica era fallito. Il nome Mamucium si pensa derivi dal significato celtico "collina a forma di seno", riferendosi al promontorio di pietra arenaria dove il forte era situato. In seguito evolutosi nel nome Manchester. La parola che indica Manchester in lingua gallese è "Manceinion" che suona molto simile a Mamucium ed è stato trasmesso dalla lingua Brittonica.
Alcuni scavi hanno dimostrato che il forte ha avuto tre fasi principali di costruzione, la prima nel 79 d.C., la seconda nel 160 e la terza nel 200. La prima fase della fortezza è stata costruita con manto erboso e legname. Mamcunium è stato progettato per essere presidiato da una coorte composta da 500 fanti. Sarebbero state truppe ausiliarie dell'esercito romano, un corpo di soldati non ancora in possesso della cittadinanza. Un vicus, insediamento abitato da civili, è sorto attorno al forte alla fine del I e l'inizio del II secolo. Le mura che circondano il forte furono rafforzate intorno al 90 d.C.. Manchester ed il forte romano di Slack (che confina con Castleshaw) rimpiazzarono il forte di Castleshaw intorno al 120. Mamucium fu demolita qualche tempo dopo attorno al 140. Anche se il vicus crebbe rapidamente nei primi anni del II Secolo, rimase abbandonato per un po' di anni fra il 120 ed il 160 (sostanzialmente coincidente con la demolizione del forte), per poi di essere nuovamente abitata quando la fortezza fu ricostruita.

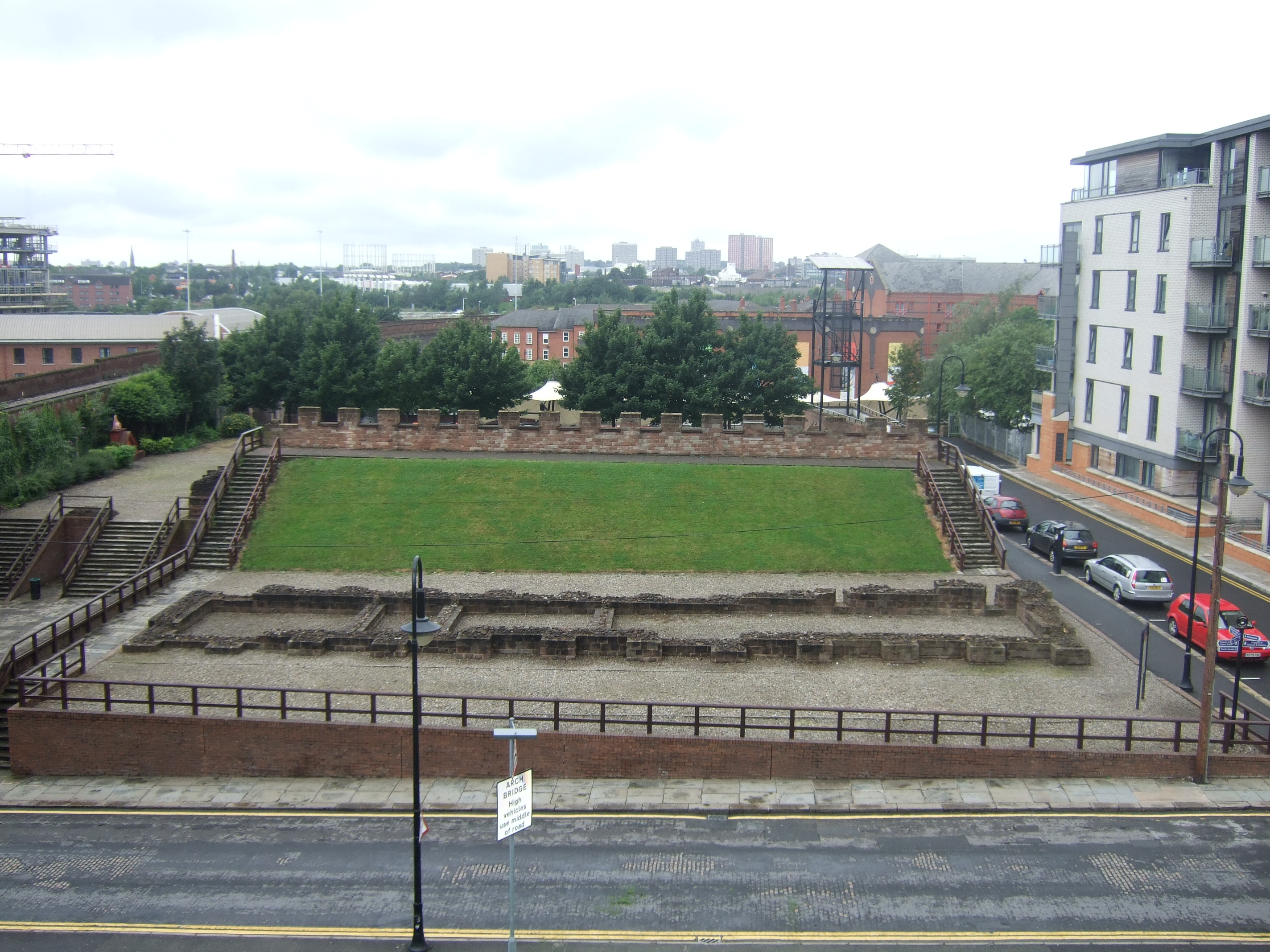
Veduta aerea del Forte romano a Castlefield

Vi è un possibile tempio di Mitra associato all'insediamento civile, nell'attuale Hulme. È stato ritrovato un altare dedicato alla dea "Fortuna Conservatrice", datata probabilmente nella prima parte del III secolo. Nel 2008 un altare datato nel tardo I secolo fu ritrovato nell'insediamento romano: era dedicato a due divinità germaniche descritte come in condizioni "fantastiche". L'archeologo ha dichiarato:
(Norman Redhead, BBC Manchester - New Broadcasting House)
Oltre al culto pagano, vi è anche la prova del primo culto cristiano: nel 1970 un quadrato magico risalente al II secolo è stato ritrovato con un anagramma del Padre nostro. Si è discusso dagli accademici se il "quadrato magico", scolpito su di un pezzo di anfora, sia effettivamente un artefatto cristiano; in tal caso, si tratterebbe di uno dei primi esempi del cristianesimo in Gran Bretagna.
La seconda fase fu costruita intorno al 160. Anche se era ancora una volta costruita con manto erboso e legno, era più grande della precedente fortezza, misurava 2 ettari (4,9 acri) al fine di accogliere ulteriori granai (horrea). Intorno al 200, i corpi di guardia della fortezza furono ricostruiti in pietra e le mura che circondano la fortezza furono rivestiti in pietra. La concentrazione di forni nelle officine in alcune parti del vicus associato con il forte è stata definita come una "zona industriale", che sarebbe stata la prima a Manchester. Mamucium è stato incluso nell'itinerario antonino, un registro di strade romane risalenti al III secolo d.C. che attraversano l'impero romano. Questo itinerario e le iscrizioni e le riparazioni degli edifici indicano che Mamucium era ancora in uso nella prima metà del III secolo. Il vicus potrebbe essere stato abbandonato alla metà del III secolo; ciò è supportato da alcuni resti scavati di alcuni edifici demoliti, i cui materiali furono rubati per essere riutilizzati altrove. Alcune monete ritrovate indicano che, sebbene l'insediamento civile associato al forte fosse diminuito verso la metà del III secolo, una piccola guarnigione è rimasta al Mamucium verso la fine del III e l'inizio del IV secolo.

### Periodo Post-Romano

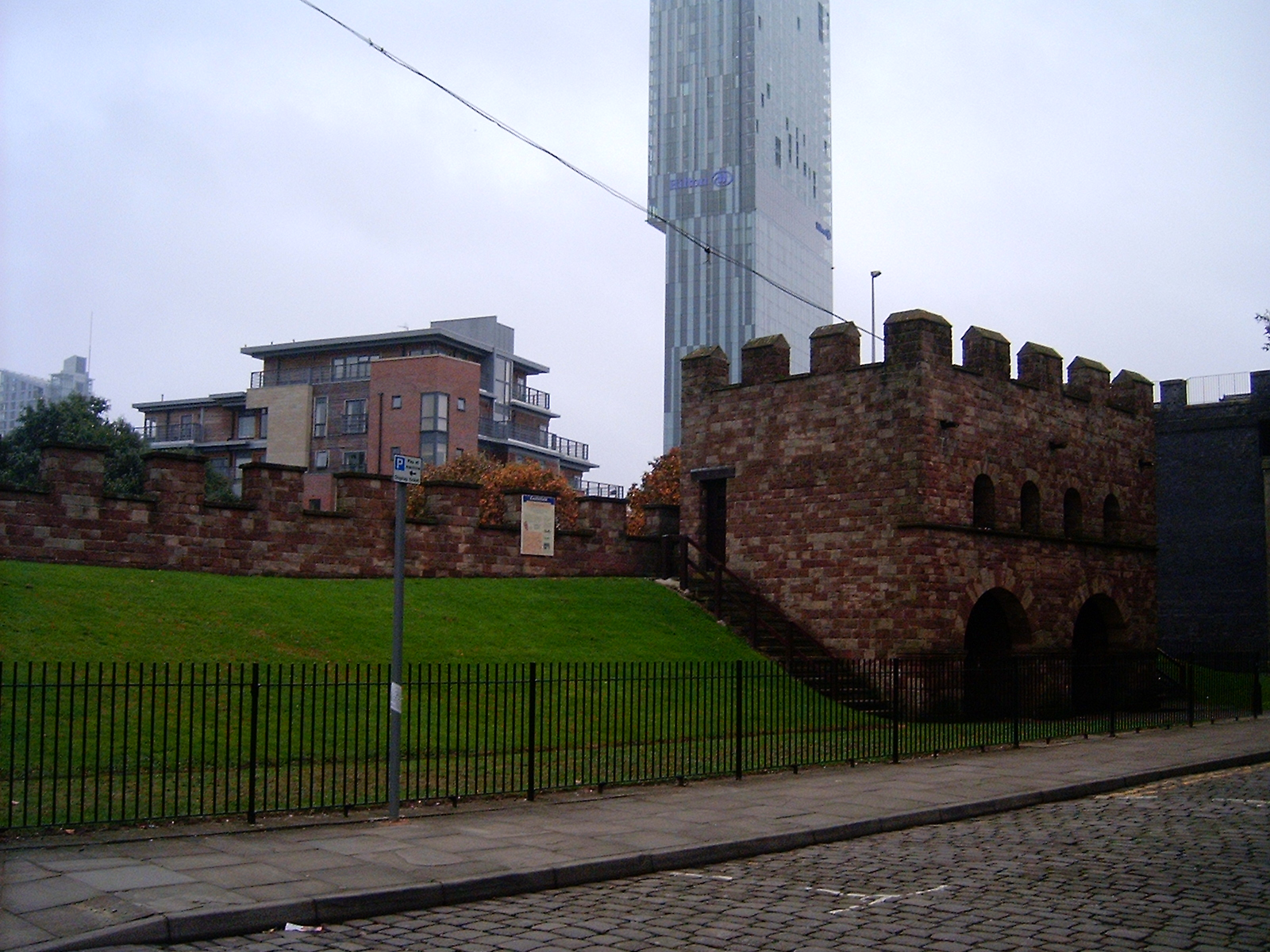
Le rovine del forte romano con la moderna Torre di Beetham alle spalle

Durante il periodo medioevale, l'area fu usata per scopi agricoli. Dopo essere rimasta abbandonata per secoli, i resti sono stati citati dagli antiquari John Leland nel XVI secolo, William Camden fra la fine del XVI secolo e gli inizi del XVII e William Stukeley e lo storico di Manchester John Whitaker nel XVIII secolo. All'inizio del 1700 l'archeologo John Horsley riporta:
(John Horsley, Britannia Romana)

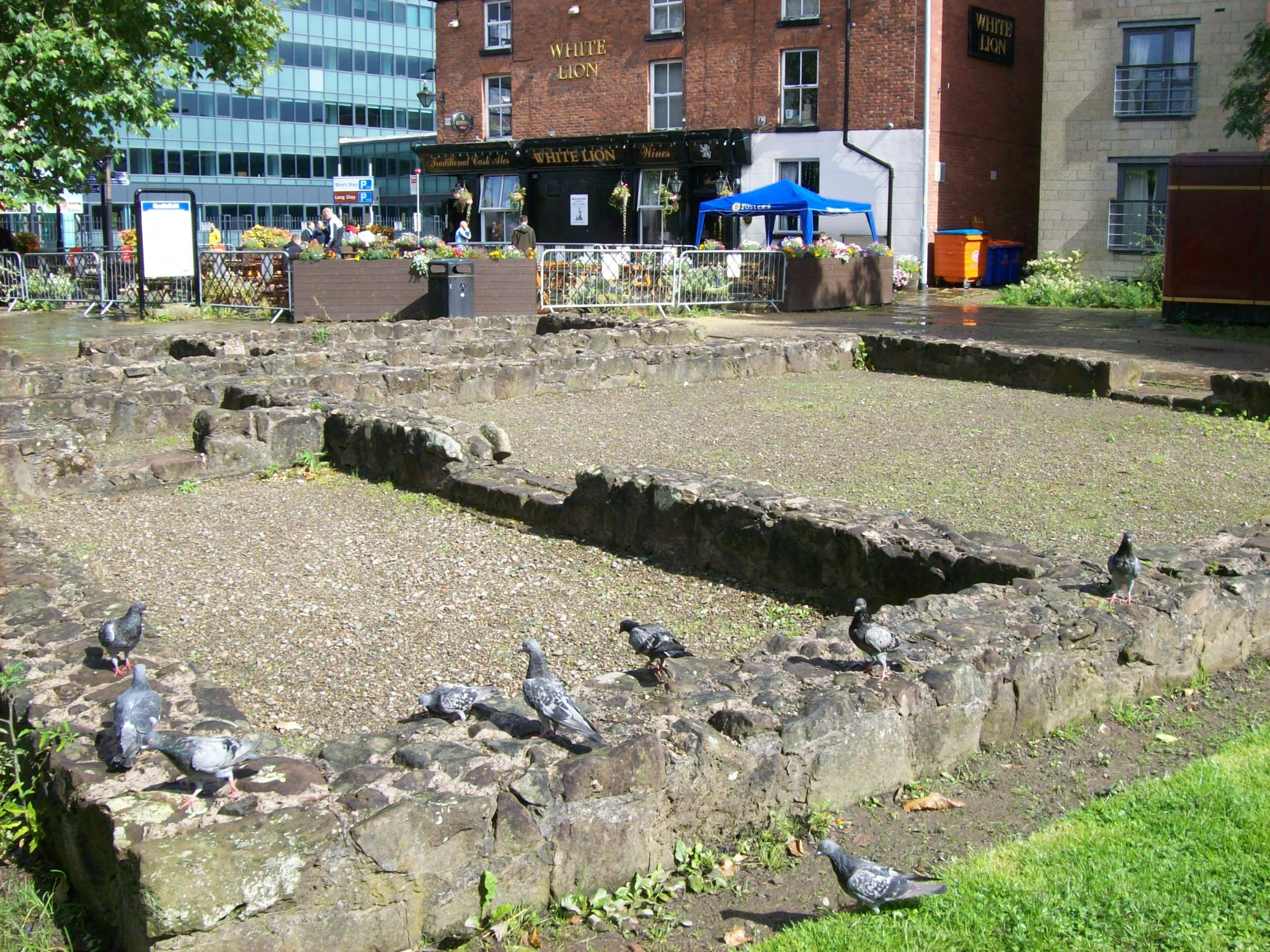
Rovine delle fondamenta del forte romano a Castlefield

Il nome di "Castello di Tarquinio" si riferisce alla leggenda che il forte sia stato occupato dal gigante "Tarquinio".
Whitaker così ha descritte ciò che rimaneva del forte nel 1773:
On the south side was particularly requisite ... in order to afford a passage to the river; but about fifty three yards beyond the gates, the ground betwixt both falling away briskly to the west, the rampart, which continues in a right line along the ridge, necessarily rises till it has a sharp slope of twenty yards in length at the southwestern angle.  And all this side of the wall, which was from the beginning probably not much higher than it is at present, as it was sufficiently secured by the river and its banks, before it appears crested at first with a hedge of thorns, a young oak rising from the ridge and rearing its head considerably over the rest, and runs afterwards in a smooth line near the level for several yards with the ground about it, and just perceptible to the eye, in a rounded eminence of turf
As to the south-western point of the camp, the ground slopes away on the west towards the south, as well as on the south towards the West.  On the third side still runs from it nearly as at first , having an even crest about seven feet in height, an even slope of turf for its whole extent, and the wall in all its original condition below. About a hundred yards beyond the angle was the Porta Decumana of the station, the ground visibly rising up the ascent of the bank in a large shelve of gravel, and running in a slight but perceivable ridge from it.  And beyond a level of forty five yards, that still stretches on for the whole length of the side, it was bounded by the western boundary of the British city, the sharp slope of fifty to the morass below it.  On the northern and remaining side are several chasms in the original course of the ramparts. And in one of them about a hundred and seventy five yards from its commencement, was another gateway, opening into the station directly from the road to Ribchester.  The rest of the wall still rises above five and four feet in height, planted all the way with thorns above, and exhibiting a curious view of the rampart below. Various parts of it have been fleeced of their facing a turf and stone, and now show the inner structure of the whole, presenting to the eye the undressed stone of the quarry, the angular pieces of rock, and the round boulders of the river, all bedded in the mortar, and compacted into one.  And the white and brown patches of mortar and stone on a general view of the wall stands strikingly contrasted with the green turf that entirely conceals the level line, and with the green moss that half reveals the projecting points of the rampart.  The great foss of the British city, the Romans preserved along their northern side for more than thirty yards along the eastern end of it, and for the whole beyond the Western.  And as the present appearances of the ground intimate, they closed the eastern point of it with a high bank, which was raised upon one part of the ditch and sloped away into the other.»
Sul lato sud è stato particolarmente necessario [...] al fine di permettere un passaggio verso il fiume; ma a circa 53 metri al di là dell'ingresso, il terreno fra entrambi abbassandosi bruscamente verso ovest, il bastione, che prosegue in linea retta lungo il crinale, sorge necessariamente fino a che non ha una forte pendenza di venti iarde di lunghezza con l'angolo sud-occidentale. E tutto questo lato del muro, che in origine probabilmente non era molto più alto di quanto non lo sia oggi, poiché assicurava sufficientemente dal fiume e dalle sue sponde, prima appare crestato dapprima con una siepe di spine, una giovane quercia che sale dalla cresta e rialzando la testa notevolmente sul resto e viene seguito in una linea regolare in prossimità del livello per parecchie iarde con il suolo su di esso e, appena percettibile alla vista, in una eminenza arrotondato di tappeto erboso.
Per quanto riguarda il sud-occidentale del campo, il terreno è lontano da ovest verso sud, così come a sud verso ovest. Sul terzo lato prosegue ancora da esso quasi come in un primo momento, con una cresta ancora per circa sette iarde di altezza, anche una pendenza del manto erboso per tutta la sua estensione, e la parete in tutta la sua successiva condizione originale. Circa un centinaio di iarde al di là del punto di vista c'era la Porta Decumana della stazione, il terreno solleva visibilmente la salita del terrapieno verso un grande ripiano di ghiaia, che percorre un crinale lieve ma percepibile da esso. E al di là di un livello di 45 iarde, che si estende ancora per tutta la lunghezza del lato, è stata delimitata dal confine occidentale della città britannica la forte pendenza di cinquanta al pantano al di sotto di essa. Sul lato nord e il restante vi sono diverse voragini nel corso originale dei bastioni. E in una di esse, a circa centosettantacinque iarde dal suo inizio, vi era un altro ingresso, che dava nella stazione direttamente sulla strada per Ribchester. Il resto del muro si erge ancora al di sopra per quattro o cinque iarde di altezza, piantato su tutta la strada con spine al di sopra e che presenta una visione curiosa del bastione seguente. Varie parti di esso sono state derubate della loro facciata, ed ora un tappeto erboso e pietra mostra totalmente la struttura interna presentando agli occhi la pietra spogliata della cava, i pezzi angolari di roccia ed i massi rotondi del fiume, tutto assestato nella malta e compattato insieme. E le macchie bianche e marroni di malta e pietra su una visione generale del muro è sorprendentemente in contrasto con il manto erboso verde che nasconde completamente la linea del livello e con il muschio verde che svela a metà i punti di proiezione del bastione. I romani conservavano i grandi fossati della città britannica lungo il loro lato nord da più di trenta metri lungo l'estremità orientale di esso e per intero al di là della parte occidentale. E come gli aspetti attuali del terreno suggeriscono, hanno chiuso la punta orientale di esso con un alto terrapieno, che è stato sollevato su una parte del fossato e inclinato verso l'esterno nell'altra.»
(John Whitaker, History of Manchester vol I (edizione 1773))
Mamucium fu spianata poiché Manchester ha avuto un'espansione urbana durante la rivoluzione industriale. La costruzione del Canale di Rochdale che attraversa l'angolo sud-occidentale del forte (tra la fine del XVIII e l'inizio del XIX secolo) e la costruzione di viadotti per la ferrovia 'Great Northern Railway' sul sito (nel tardo XIX secolo) danneggiò i resti e distrusse anche una parte della metà meridionale del forte. Quando i viadotti ferroviari furono costruiti, Charles Roeder documentò i resti che furono scoperti nel processo, comprese alcune parti del vicus.
La prima indagine archeologica su Mamucium fu eseguita nel 1906. Francesco Bruton, che in seguito avrebbe lavorato sul forte romano di Castleshaw, condusse scavi sulle difese occidentali del forte. Una serie di scavi di piccole dimensioni sono stati eseguiti ad intermittenza tra il 1912 ed il 1967 esplorando le difese settentrionali del forte. A metà del XX secolo lo storico A. J. P. Taylor definì il tratto superstite delle mura romane "i meno interessanti fra resti romani in Gran Bretagna". Il primo scavo del vicus fu condotto negli anni settanta dal professor Barri Jones. Nel 1982 il forte, insieme al resto della zona di Castlefield, è diventato il primo parco cittadino del Patrimonio del Regno Unito (The Urban Heritage Park). Inoltre nel 1984 sono stati aperti al pubblico parziali ristrutturazioni delle mura del forte, compresi i bastioni e l'ingresso. Nel periodo 2001-2005 l'unità archeologica dell'Università di Manchester condusse scavi nel vicus al fine di approfondire lo studio del sito prima che l'area venisse sottoposta ad interventi di recupero e ristrutturazione. L'indagine archeologica del forte romano di Mamucium e il suo annesso insediamento civile ha, finora, fornito circa 10.000 reperti.

## Conformazione
Il forte misura 160 metri (175 yd) per 130 metri (140 yd) ed è circondato da un doppio fossato e da un doppio bastione di legno. Intorno al 200 d.C. il bastione di legno fu sostituito da mura di pietra, di spessore compreso tra 2,1 metri (7 ft) e 2,7 metri (9 ft). Il vicus annesso Mamucium circondava il sito a ovest, a nord, e sui lati est, con la maggior parte situata a nord. Il vicus ricopriva circa 26 ettari (64 acri) mentre il forte ricopriva 2 ettari (4,9 acri). Gli edifici all'interno del vicus sarebbero generalmente costruzioni ad un piano, con strutture in legno e fatte di canne e fango. Ci potrebbe essere anche stato un cimitero a sud-est del forte.